# Sursă de alimentare

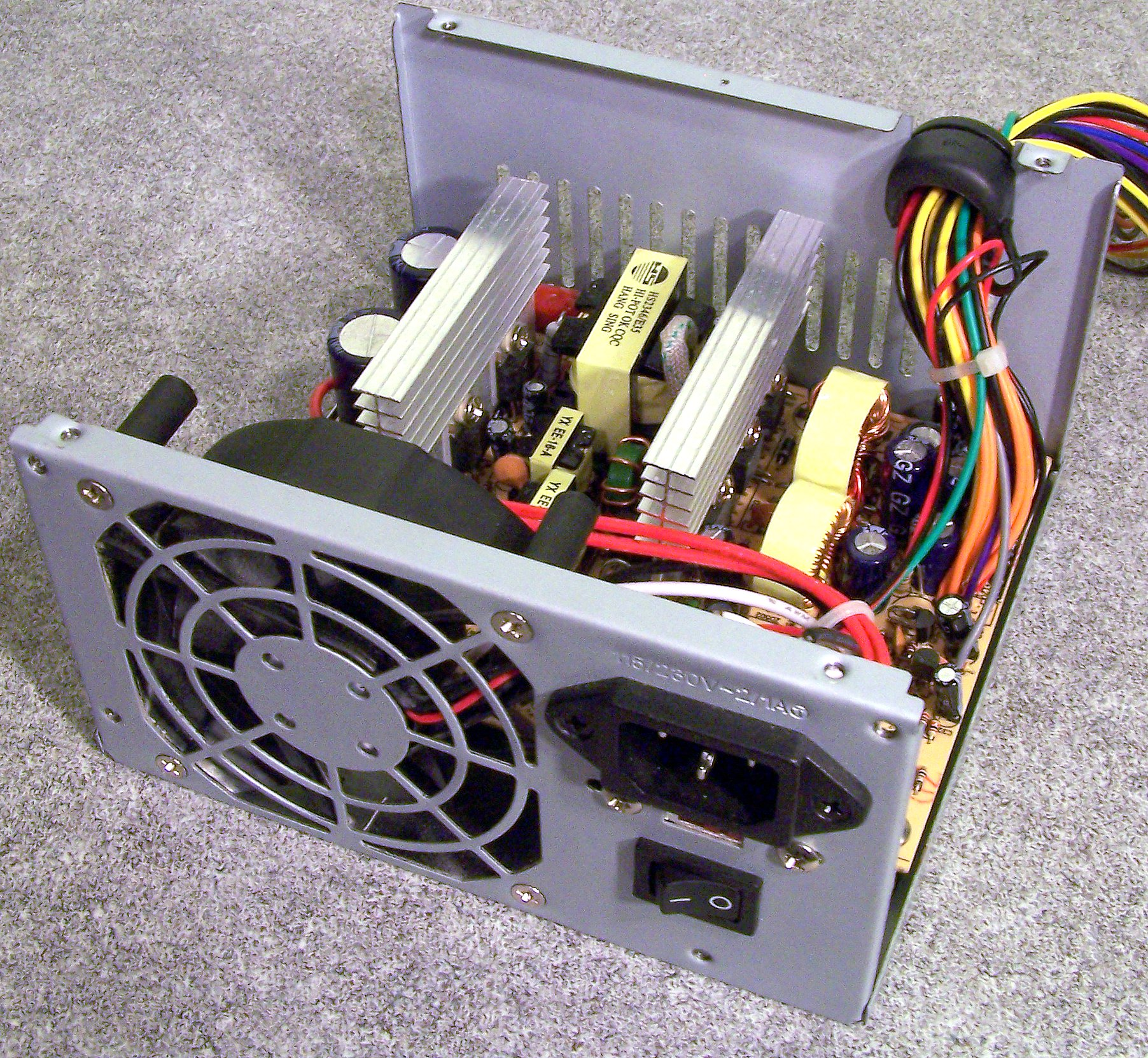
Sursă de alimentare ATX

Sursa de alimentare sau blocul de alimentare  este o componentă vitală a calculatorului, care alimentează cu energie electrică toate celelalte componente cu cantitatea exactă de curent de care au nevoie și astfel asigură funcționarea lor.
Sursele obișnuite din calculatoare transformă curentul alternativ de 110V sau 230V în diverse tensiuni de curent continuu, de regula 3,3V, 5V și 12V. Principala sarcina a surselor de putere este de a asigura energia necesară  funcționării componentelor hardware din cadrul unui computer. Tensiunea la care se alimenteaza o sursa de calculatore o tensiune mare (100 - 240V) si este convertită în tensiune mica (3,3 - 12V) cu ajutorul componentelor active și pasive, folosind tehnologia surselor de alimentare in comutație, realizându-se totodată o mare stabilitate a tensiunii la diverse tensiuni de retea . Pentru o bună funcționare a surselor este necesară răcirea cu ajutorul radiatoarelor și ventilatoarelor pentru asigurarea unui debit de aer din mediu extern.

## Există trei tipuri de surse:
- AT Power Supply – la PC-uri vechi
- ATX Power Supply – cele mai folosite
- ATX-2 Power Supply – cele mai noi

Tensiunea surselor AT/ATX/ATX-2 este :
- +3.3 Volts DC (ATX/ATX-2)
- +5 Volts DC (AT/ATX/ATX-2)
- -5 Volts DC (AT/ATX/ATX-2)
- +5 Volts DC Standby (ATX/ATX-2)
- +12 Volts DC (AT/ATX/ATX-2)
- -12 Volts DC (AT/ATX/ATX-2)